# Chiesa del Corpus Domini (Gragnano)
La chiesa del Corpus Domini è una chiesa monumentale di Gragnano, situata nel centro cittadino: al suo interno viene venerato il patrono della città, san Sebastiano.

## Storia
A partire dal XV secolo, la sempre maggiore ricchezza di Gragnano, che era diventato un importante centro di produzione di seta, pelli e farina, oltre che all'allevamento di bestiame, si idearono progetti per la costruzione di una nuova chiesa: a questo si affiancò anche l'idea di trasferire la sede vescovile da Lettere a Gragnano, anche perché da diversi anni i vescovi decidevano di risiedere proprio in quest'ultima città per via di un clima decisamente più mite rispetto all'altra: la costruzione doveva avere quindi un aspetto imponente, che avrebbe dovuto ricoprire il ruolo di cattedrale, ma tuttavia nonostante l'impegno di molte autorità, la sede della diocesi non venne mai spostata. I lavori di costruzione della nuova chiesa iniziarono nel 1555 per volere della signoria degli Alavos: fu deciso di dedicarla al Corpus Domini in onore di una piccola cappella che sorgeva nel luogo dove era stata avviata la nuova costruzione.
La chiesa fu completata e consacrata nel 1571: in stile tardo rinascimentale, fu edificata grazie all'utilizzo di denaro pubblico; nel corso dei secoli andò incontro a diverse modifiche, in particolare dopo il concilio di Trento, assunse uno stile puramente barocco: tra il 1730 ed il 1750 venne aggiunta al soffitto uno tela di oltre quattrocento metri quadrati, considerata all'epoca una delle più grandi al mondo, opera di Francesco Russo ed impreziosita con marmi, ori e tele di Giacinto Diano. Rimasta danneggiata a causa di un violento terremoto nel 1805 furono avviati nuovi lavori di ristrutturazione: a questi si aggiungono quelli del 1836 quando venne rifatta la facciata; nella seconda metà del XIX secolo furono realizzate le cappelle dedicate al Santissimo Sacramento e a san Sebastiano, vennero acquistate della tele, realizzate da artisti dell'Accademia napoletana, che avevano come temi avvenimenti dell'Antico e del Nuovo Testamento e fu installato l'organo.
Altri lavori di restauro si ebbero a seguito del terremoto dell'Irpinia del 1980: fu proprio a seguito di questo evento che una tela di Luca Giordano ed una tavola lignea del XVI secolo, furono trasferite dalla chiesa di Santa Maria ad Nives, ormai inagibile, in quella del Corpus Domini.

## Descrizione
La chiesa è posizionata sull'asse est-ovest, tipico del periodo medioevale: quattordici scalini in pietra lavica, permettono l'accesso al sagrato, pavimentato in pietra vesuviana; la facciata, in stile neoclassico, è stata realizzata nel 1836 su disegno dell'architetto Camillo Ranieri ed è caratterizzata da un unico portale centrale, sormontato da un ovale decorato con un affresco ed un grosso finestrone centrale, mentre ai lati sono presenti due lesene, che terminano con capitelli in ordine corinzio, i quali reggono l'architrave sul quale si innalza poi un timpano triangolare. Il portale ligneo d'ingresso risale al 1584 ed è diviso in sei parti, due nella parte superiore e quattro in quella inferiore, a cui si aggiungono due piccoli riquadri nella sommità dove sono incise diverse iscrizioni: le decorazioni dei riquadri riguardano angeli in adorazione, scene della Redenzione di Cristo e simboli di Gragnano come ad sempre il grano.
Internamente la chiesa è a croce latina, ad unica navata: sul soffitto è posta una tela ad olio, grande oltre quattrocento metri quadrati, opera di Francesco Maria Russo, realizzata nel 1753, e poi modificata durante un restauro nel 1870 da Ignazio Perricci, raffigurante l'esaltazione del sacramento; al centro della scena è il Redentore con la croce, lo Spirito Santo e Dio, oltre a santi ed angeli, mentre nella parte inferiore si trova la Vergine Maria, attorniata da angeli, personaggi dell'Antico Testamento, san Francesco e san Tommaso d'Aquino: l'opera termina, scendendo lungo i lati, dove sono raffigurati i dodici apostoli. Appena varcato l'ingresso è la cantoria, realizzata alla fine del XIX secolo e sostenuta da due colonne con capitelli ionici, sulla quale si trova l'organo con millecentosettanta canne, opera di Zeno Fedeli ed inaugurato nel 1901. Sulla lato sinistro della parete di fondo è custodita una statua del XVIII secolo di sant'Anna con Maria bambina ed una tela di Achimelek che dona il pane di proposizione e la spada a Davide, opera di Edoardo Dalbono del 1870; sulla parete di destra invece una tela del 1871, con soggetto il Sacrificio di Isacco, una statua lignea di san Giuseppe, del XVIII secolo, ed un'acquasantiera in marmo. Lungo la navata si aprono sei cappelle, tre su ogni lato: a sinistra è la cappella, senza altare, della Madonna del Carmine, con tela omonima del 1678, con la santa Vergine tra gli angeli, sant'Antonio, san Francesco e sant'Aniello, la cappella della Vergine Incoronata, di patronato della famiglia Della Rocca, con tavola della Vergine Incoronata con il Bambino ed ai suoi piedi le anime del Purgatorio ed i santi Gregorio e Benedetto e la cappella della Trasfigurazione, con tela omonima del 1578, opera di Marcello Pino da Siena, restaurata nel 1996, dov'è rappresentato Cristo tra i profeti Mosè ed Elia. Tra la prima e la seconda cappella si apre uno dei due ingressi alla sagrestia, caratterizzata da una porta in legno del XVI secolo, sulla quale è scolpito il calice eucaristico e sormontato da un dipinto di Francesco Saverio Altamura, del 1870, raffigurante Sansone e il Leone, tra la seconda e la terza cappella il dipinto di Domenico Morelli, realizzato tra il 1870 ed il 1871, Melchisedec che benedice il pane, e tra la terza cappella e l'arco trionfale l'Angelo Sterminatore, tela di Edoardo Tofano di fine XIX secolo. Sul lato destro si trova la cappella della Madonna di Pompei, con quadro di scarsa fattura, la cappella della Madonna della Neve, con tela di Luca Giordano, restaurata nel 1995, raffigurante la Madonna tra i santi Pietro ed Andrea e sullo sfondo un paesaggio di epoca romana e la cappella di san Gaetano, che reca sull'altare una tela ad olio con soggetti la Madonna col Bambino tra san Gaetano e san Francesco. Tra la prima e la seconda cappella, in una nicchia, è posta la statua dell'Addolorata, risalente al XVIII secolo, sormontata da una tela del 1871, di Gustavo Nacciarone, rappresentate Elia con il pane succinericio, tra la seconda e la terza cappella è un'opera pittorica di Domenico Morelli, realizzata tra il 1870 ed il 1871, raffigurante la Cena di Emmaus e tra la terza cappella e l'arco trionfale si trova l'antica cantoria, con organo in legno del XVII secolo, decorato con intagli che riproducono i quattro evangelisti e Cristo risorto.
Superato l'arco trionfale si accede al transetto: sulla parete di fondo, su entrambi i lati, si aprono due porte, una che conduce alla sagrestia, l'altra a dei locali superiori e su i due ingressi sono poste rispettivamente due opere, ossia una tela della Sacra Famiglia attribuita ad Agostino Beltrano del 1684 ed una tavola di autore ignoto, del XVI secolo, della Madonna del Carmine. Nel transetto inoltre sono conservate altri elementi artistici come una tavola lignea della Madonna del Carmelo, risalente al XVI secolo, una statua della Madonna Ausiliatrice con volto e mani in legno, abiti ricamati a mano e corona in argento, una statua di sant'Alfonso, un crocifisso in legno e tre dipinti, raffiguranti l'Addolorata, la Maddalena, entrambi del XVII secolo e la Madonna del Rosario. La cupola del transetto è a raggiera e presenta al suo interno degli ovali, nei quali sono affrescati i quattro evangelisti, mentre le zone laterali, leggermente a volta a botte, presentano rispettivamente l'affresco dell'Arca dell'Alleanza trasportata dagli angeli e l'Agnello di Dio. L'altare maggiore è realizzato in marmi policromi e decorato con teste di cherubini; alle sue spalle la tela raffigurante l'Ultima Cena, opera di Giacinto Diano, datata 1770, ed ai lati, sempre dello stesso artista, la caduta della manna ed il trasporto dell'Arca Santa; la zona dell'altare maggiore si completa con un coro ligneo del XVIII secolo con tarsie raffiguranti la Passione di Gesù. Ai lati del presbiterio si aprono due cappelle: quella a sinistra è dedicata al Santissimo Sacramento, abbellita con un olio su tela del XVII secolo raffigurante l'Annunciazione, una tavola in legno con il dipinto di santa Lucia ed una statua del Sacro Cuore di Gesù, mentre la cappella di destra è dedicata al patrono di Gragnano, san Sebastiano, di cui è presente una statua lignea del XVIII secolo, oltre alle statue di santa Rita e san Luigi. Completano la chiesa due confessionali in radica e palissandro del XVIII secolo.
Il campanile si erge al lato della facciata ed è costituito da quattro livelli: i primi tre a base quadrata, mentre l'ultimo, la cella campanaria, a pianta ottagonale: ospita una campana in bronzo sulla quale sono incisi un rilievo di una Madonna con il bambino e del Crocifisso. Ai piedi del campanile è presente una fontana, realizzata in pietra vesuviana, dalla caratteristica forma bombata, e per questo chiamata asso di coppe, dal quale sgorga la cosiddetta acqua della Forma.